# オムファロス
オムファロス（Omphalos）とは、ギリシア語でへそを指す。イギリスの自然学者フィリップ・ヘンリー・ゴスが提唱した創造論の仮説の一つで、1857年の『オムファロス：地質学の結びを解く試み』（Omphalos: An Attempt to Untie the Geological Knot）という書に由来する。

## 概略
当時はアダムとイブにへそがあったかどうかも論争となっていた。もしアダムとイブにへそがあるのなら、アダムとイブはへその緒があったことになり、（神の創造ではなく）母親から生まれたことになってしまう。一方へそが無いとすれば、完璧な姿で作られたのではないことになってしまう。ゴスは、へそのないアダムとイブを想像することはたやすいが、爪や髪のように成長するものも一緒に作られたのか疑問で、それらが創造の瞬間から伸び始めると考えるのは困難であると感じていた。同様に過去の成長の証を有する物は数多くあり、樹木の年輪、オウムガイや亀の甲羅の年輪、陸地の川による浸食の跡、様々な地層などは、無視できない事実であるとゴスは考えていた。
そこで、ゴスはそれらは地球はそれらが最初から全て完全に存在する状態で、意図的に「古びた感じで」創造されたのだと考えれば、あらゆる矛盾が解決することに気づいた。著書『オムファロス』でゴスは「アダムの血管には血液が流れていたに違いないが、血液があるからには消化された食物とそれから吸収された（血液の元になる）栄養分があったはずで、そうならまた腸の中に消化できない残留物があったはずである」と述べ、ヘソはもちろん腸の中の排泄物など全ての物と一緒に神が創造したと説いた。
しかしこの説は当時から全く受け入れられなかった。無神論者だけでなく創造論者もこの説に反対した。慈悲深い神が人をだますために地球に化石や地層を、人体に祖先の印を刻んだのだという考えは受け入れられなかった。また実証や反証はおろか、議論を拡張することもできず、不条理な物と見なされたことも一因である。

## 影響
神学的な影響はほとんど残さなかった。しかしオムファロス仮説は近代においても哲学者を煩わせた強力な問題を持っている。この説は後にバートランド・ラッセルの世界五分前仮説に影響を与えた。創造論批判家であったマーティン・ガードナーは、「論理的に完璧であり」、数ある創造説の中で「群を抜いて楽しく幻想的で、特に注目に値する」と述べている。
これをパロディにしたのが「木曜日創造説（w:Last Thursdayism）」である。創造主はQueen Maeveという猫で、人間が猫の奴隷種族としてデザインされている（でなければ気分屋の猫に人間がせっせと餌をやる理由がない）。世界は先週木曜日に創造されており、それ以前の記憶があるように思えるのは創造主が我々の信仰を試すために用意したのだ、と主張する。
グレゴリー・ベイトソンは、カリファルニア州教育委員会が学校で進化論以外の説（創造説）を併せて教育せよと決議した際に、教材としてゴスの『オムファロス』を使用するとよいと（半ば皮肉に）提言した。「とりわけ、すべての動植物に時間構造が表れているという指摘から、生徒たちは多くを学ぶことだろう」、プロクロニズム（時日前記、年代を事実より前につける誤り）のパラドックスに頭を悩ますことが生徒の害になることはないだろう、と。プロクロニズムの概念はベイトソンの次著『精神と自然　生きた世界の認識論』「用語解説」では「生物はその形態の中に過去の成長の証拠を留めるという一般的真実。プロクロニズムと個体発生との関係は、相同と系統発生との関係に等しい」と説明され、のちドミニク・チェンに流用された。